# San Pedro Tlatemalco
San Pedro Tlatemalco es una localidad de México perteneciente al municipio de Metztitlán en el estado de Hidalgo.

## Toponimia
San Pedro en honor a San Pedro; y Tlatemalco del náhuatl, Tlatemal-co, tlatlemantli, empedrado, y co, lugar, “Lugar empedrado”.

## Geografía
Se encuentra en la región de la Sierra Baja; a la localidad le corresponden las coordenadas geográficas 20° 30’ 06.369” de latitud norte y 98° 42’ 07.285” de longitud oeste, con una altitud de 1290 m s. n. m. Cuenta con un clima seco semicálido.
En cuanto a fisiografía se encuentra dentro de las provincia de la Sierra Madre Oriental, dentro de la subprovincia de Sierras y Llanuras de Querétaro e Hidalgo; su terreno es de sierra y cañón. En lo que respecta a la hidrografía se encuentra posicionado en la región del río Pánuco, dentro de la cuenca del río Moctezuma, en la subcuenca del río Metztitlán.

## Demografía
En 2020 registró una población de 197 personas, lo que corresponde al 0.94 % de la población municipal. De los cuales 95 son hombres y 102 son mujeres. Tiene 59 viviendas particulares habitadas.
| Gráfica de evolución demográfica de San Pedro Tlatemalco entre 1900 y 2020                   |
|                                                                                              |
| Población de los censos y conteos del Instituto Nacional de Estadística y Geografía (INEGI). |

## Cultura
Arquitectura
La Iglesia de San Pedro Tlatemalco, iglesia agustina del siglo XVI; se observa el piso, tan irregular, de tierra; la bóveda de cañón que cubre el edificio y que arranca muy cerca del piso; las ventanas de la iglesia, situadas a menos de un metro de altura del suelo; debido a que se encuentra enterrada en el suelo.